# Matěj Sojka
Matěj Sojka, psán také Marteo či Mathia, příjmení pak Sogka, Soicka nebo Soyka, (12. února 1740 Vilémov (okres Havlíčkův Brod) – 13. března 1817 tamtéž) byl český varhaník a hudební skladatel.

## Život
Byl hudebníkem ve službách hraběte Caretto-Milesima na zámku v rodné obci. Stal se vynikajícím varhaníkem, houslistou a klavíristou. Studoval v zahraničí. Často se uvádí, že byl žákem Johanna Sebastiana Bacha v Lipsku a Josefa Segera v Praze. Nic z toho však není prokázáno a studium u J. S. Bacha se zdá být málo pravděpodobné. Přes četné nabídky zůstal ve službách hraběte až do své smrti. Řídil hraběcí kapelu, hrál na varhany a vyučoval hudbě.
Byl velmi plodným skladatelem chrámové, komorní i symfonické hudby. Zkomponoval na 300 skladeb. Jeho díla, pro svou srozumitelnost, hlubokou citovost a krásu hudebního vyjádření, patří mezi nejlepší skladby konce 18. a počátku 19. století. Styl jeho skladeb je blízký Josephu Haydnovi. Chrámové skladby byly velmi rozšířeny na českých a moravských kůrech. Soupis díla údajně vytvořil jeho žák Václav Doležálek, ředitel kůru v Jihlavě. Nebyl však nalezen.

## Dílo
- 40 slavnostních mší
- 2 requiem
- 8 litanií
- 2 Te Deum
- okolo stovky ofertorií
- graduály
- Magnificat
- preludia a fugy pro varhany
- sonáty, kvarteta, symfonie